# Getting It: The Psychology of est
Getting It: The Psychology of est là một tác phẩm phi hư cấu của nhà tâm lý học lâm sàng người Mỹ Sheridan Fenwick, xuất bản lần đầu năm 1976, phân tích tổ chức Erhard Seminars Training ("est") do Werner Erhard sáng lập. Fenwick viết cuốn sách dựa trên trải nghiệm riêng về hội nghị 4 ngày - khoá học phát triển cá nhân thuộc thể loại tự lực cấp tốc trong 60 tiếng của est. Cùng bà, có khoảng 250 người khác cũng tham dự khoá học.